# Allocosa excusor
Allocosa excusor är en spindelart som först beskrevs av Ludwig Carl Christian Koch 1867.  Allocosa excusor ingår i släktet Allocosa och familjen vargspindlar.
Artens utbredningsområde är Queensland. Inga underarter finns listade i Catalogue of Life.